# Квантова хромодинамика
Квантова хромодинамика (КХД) в теоретичната физика е теорията на силното ядрено взаимодействие между кварки и глуони, фундаменталните частици, съставящи адрони като протони, неутрони и пиони. КХД е вид квантова теория на полето, наречена неабелева калибровъчна теория със симетрична група SU(3). В КХД аналогът на електричен заряд се нарича цвят. Глуоните са носителите на взаимодействие по същия начин, както електромагнитната сила се пренася от фотони в квантовата електродинамика. Теорията е важна част от Стандартния модел във физиката на елементарните частици. Голям брой експериментални доказателства за КХД са събрани през годините.
КХД проявява две основни свойства:
- Конфайнмънт[1] – феноменът, при който частиците с цветен заряд като кварки и глуони не могат да бъдат изолирани и съществуват единствено в адрони или високотемпературна плазма. Това е следствие от постоянното взаимодействие между два цветни заряда, докато са разделени. За да се увеличи разстоянието между два кварка в адрон е нужно голямо количество енергия. Накрая тази енергия създава двойка кварк-антикварк, превръщайки първоначалния адрон в двойка адрони, вместо да създаде изолиран цветен заряд. Въпреки че не е аналитично доказан, конфайнмънтът е добре установен от решетъчната КХД и десетилетия експерименти.[2]

- Асимптотична свобода – постепенно намаляване на силата на взаимодействията между кварки и глуони, докато енергийният мащаб на тези взаимодействия нараства (както и съответния мащаб на дължината). Асимптотичната свобода на КХД е открита през 1973 г. от Дейвид Грос и Франк Уилчек,[3] както и независимо от Дейвид Полицер през същата година.[4] За този труд тримата си разделят нобеловата награда по физика през 2004 г.[5]

## Терминология
Трите вида заряд в КХД се наричат „цветен заряд“ в широка аналогия с трите основни цвята, възприемани от хората (червено, зелено и синьо). Освен тази номенклатура, квантовият параметър „цвят“ няма нищо общо с всекидневния феномен на цвета.
Силата между кварките е позната като „цветна сила“ или силно ядрено взаимодействие и е отговорна за ядрената сила.
Тъй като теорията на електричния заряд е наречена „електродинамика“, гръцката дума χρῶμα хрома „цвят“ е приложена към теорията на цветния заряд, „хромодинамика“.

## История
С изобретяването на мехурчестите камери и искровите камери през 1950-те години, експерименталната физика на елементарните частици открива голям и постоянно нарастващ брой от частици, наречени адрони. Изглежда, че такъв голям брой частици не могат да бъдат фундаментални. Първоначално частиците са класифицирани по заряд и изоспин от Юджин Уигнър и Вернер Хайзенберг. След това, през 1953 – 1956 г. са класифицирани по странност от Мъри Гел-Ман и Кадзухико Нишиджима. След това адроните са групирани по сходни свойства и маси, използвайки осемкратния път, изобретен през 1961 г. от Гел-Ман и Ювал Нееман. Гел-Ман и Джордж Цвайг, коригирайки по-ранен подход на Шойчи Саката, продължава, като предлага през 1963 г., че структурата на групите може да бъде обяснена от съществуването на три аромата на по-малки частици в адроните: кварките.
Навярно първата забележка, че кварките трябва да притежават допълнително квантово число, е направена във вид на кратка бележка под линия в предпечат на Борис Струминский във връзка с Ω− хиперон, съставен от три странни кварка с успоредни спинове (тази ситуация е странна, защото, тъй като кварките са фермиони, такава комбинация е забранена от принципа на Паули). Борис Струминский е докторант на Николай Боголюбов. Проблемът, разгледан в този предпечат е предложен от Николай Боголюбов, който е съветник на Борис в това проучване. В началото на 1965 г. Николай Боголюбов, Борис Струминский и Алберт Тавхелидзе написват предпечат с по-детайлна дискусия на допълнителното квантово ниво на свобода на кварките. Също така този труд е представен от Алберт Тавхелидзе без съгласието на неговите сътрудници на международна конференция в Триест през май 1965 г.
Подобна мистериозна ситуация има и при Δ++ бариона. В кварковия модел той е съставен от три горни кварка с успореден спин. През 1964 – 65 г. Оскар Грийнбърг и Йоичиро Намбу независимо един от друг разрешават проблема, след като предполагат, че кварките притежават допълнителна SU(3) калибровъчна степен на свобода, по-късно наречена цветен заряд.
Тъй като опитите за намиране на свободни кварки последователно се провалят да открият каквото и да е доказателство за нови частици и тъй като тогава елементарната частица тогава е била определяна като частица, която може да бъде отделена и изолирана, Гел-Ман често казва, че кварките са просто удобни математически конструкции, а не истински частици. Смисълът на това изречение често е ясно в контекст: той има предвид, че кварките са ограничени, но също внушава, че силното ядрено взаимодействие може би не е напълно описвано от квантовата теория на полето.
Ричард Файнман твърди, че високоенергийните експерименти показват, че кварките са истински частици: той ги наричат партони (тъй като са части на адроните). Под частици, Файнман има предвид обекти, които пътуват по пътища, елементарни частици в теорията на полето.
Разликата между подходите на Файнман и Гел-Ман води до дълбоко разделяне в общността на теоретичната физика. Файнман смята, че кварките имат разпределение на местоположението и импулса, както много други частици, и (правилно) вярва, че дифузията на импулса на партона обяснява дифракционното разсейване. Въпреки че Гел-Ман вярва, че определени кваркови заряди могат да бъдат локализирани, той не изключва и възможността, че самите кварки не могат да бъдат локализирани, поради разпадане на пространството и времето.
Джеймс Бьоркен предполага, че точковите партони биха внушили определени връзки в дълбокото нееластично разсейване на електрони и протони, което се потвърждава от експерименти през 1969 г.
През 1973 г. концепцията за цвят като източник на „силно поле“ е развита в теория на КХД от европейски физици заедно с Мъри Гел-Ман. В частност, те прилагат общата теория на полето, разработена през 1954 г. Джъннин Ян и Робърт Милс, в която частиците-носители на сила могат да излъчват допълнителни частици-носители.
Откриването на асимптотичната свобода в силното ядрено взаимодействие от Дейвид Грос, Франк Уилчек и Дейвид Полицер позволява на физиците да правят точни предсказания за резултатите на много високоенергийни експерименти, използвайки техниката на пертурбационната теория на квантовата теория на полето. Експериментите става все по-прецизни, кулминирайки в потвърждаването на пертурбативната КХД на нивото на няколко процента в ЦЕРН.
Другата страна на асимптотичната свобода е т. нар. конфайнмънт. Тъй като силата между цветните заряди не намалява с разстоянието, смята се, че кварките и глуоните никога не могат да се отделят от адроните. Този аспект на теорията е потвърден чрез изчисления в решетъчната КХД, но не е математически доказан. Един от проблемите на хилядолетието изисква извеждането на точно такова доказателство. Други аспекти на непертурбативната КХД са изследването на фазите на кварковата материя, включвайки кварк-глуонната плазма.
Връзката между границата на частиците при малки разстояния и границата при големи разстояние е една от темите, които се разискват чрез струнната теория.

## Теория

### Някои определения
Всяка теория на полето във физиката на елементарните частици се базира на определени природни симетрии, чието съществуване се извежда чрез наблюдения. Това могат да са:
- Локални симетрии – симетрии, които действа независимо във всяка точка на пространство-времето. Всяка такава симетрия е основа на калибровъчна теория и изисква въвеждането на свои собствени калибровъчни бозони.
- Глобални симетрии – симетрии, чието действие трябва да бъде едновременно приложено върху всички точки в пространство-времето.

КХД е калибровъчна теория на калибровъчната група SU(3), получена чрез взимане на цветния заряд, за да се дефинира локална симетрия.
Тъй като силното ядрено взаимодействие не прави разлика между различните аромати на кварките, КХД има приблизителна ароматна симетрия, която се нарушава от различните маси на кварките.
Съществуват допълнителни глобални симетрии, чиито дефинирания изискват понятието за хиралност, разлика между ляво и дясно. Ако спинът на частица има положителна проекция по посока на движението, тогава тя е лява, а в противен случай е дясна.
- Хиралните симетрии включват независими трансформации на тези два вида частици.
- Векторните симетрии (наричани също диагонални симетрии) са същата трансформация, но приложена към две хиралности.
- Аксиалните симетрии са тези, при които една трансформация се прилага към леви частици и обратната към десни частици.

### Допълнителни забележки, дуалност
Както вече е отбелязано, асимптотична свобода означава, че при голяма енергия (това съответства и на къси разстояния) практически няма взаимодействие между частиците. Това е в противоречие с това, с което сме свикнали, тъй като обикновено свързваме отсъствието на взаимодействие с големи разстояния. Все пак, както вече е споменато в първоначалния труд на Франц Вегнер, високотемпературното поведение на първоначалния модел, т.е. силното разпадане на корелации при големи разстояния, съответства с нискотемпературното поведение на двойствения модел, а именно асимптотичния разпад на нетривиални корелации, т.е. отклонения с малък обхват от почти идеалното подреждане за къси разстояния. Тук, за разлика от Вегнер, има единствено двойствен модел, който е този, описан в тази статия.

### Симетрични групи
Цветната група SU(3) съответства на локалната симетрия, чиято калиброване поражда КХД. Електричният заряд класифицира представяне на локалната симетрична група U(1), която се калиброва за да даде КЕД: това е абелева група. Ако приемем версия на КХД с Nf аромата на безмасови кварки, то тогава съществува глобална (хирална) ароматна симетрична група SUL(Nf) × SUR(Nf) × UB(1) × UA(1). Хиралната симетрия е спонтанно нарушена от КХД вакуума към вектора (L+R) SUV(Nf) с образуването на хирален кондензат. Векторната симетрия UB(1) съответства на барионния номер на кварките и е точна симетрия. Аксиалната симетрия UA(1) е точна в класическата теория, но нарушена в квантовата теория, случай, който се наричат аномалия. Конфигурациите на глуоновото поле, наречени инстантони, са тясно свързани с тази аномалия.
Има два различни вида SU(3) симетрия: има симетрия, която действа върху различните цветове на кварките и това е точна калибровъчна симетрия, предавана от глуоните, а има и ароматна симетрия, която завърта различните аромати на кварките един спрямо друг, или аромат SU(3). Аромат SU(3) е приблизителна симетрия на вакуума на КХД и съвсем не е фундаментална симетрия. Тя е по-скоро случайно последствие от малката масата на трите най-леки кварка.
В КХД вакуума има вакуумни кондензати на всички кварки, чиято маса е по-малка от мащаба на КХД. Това включва горния и долния кварт и в по-малка степен странния кварк, но никой от останалите. Приблизителните ароматни симетрии имат асоциирани калибровъчни бозони, наблюдавани частици като ро и омега, но тези частици съвсем не са като глуоните и не са безмасови. Това са пораждащи се калибровъчни бозони в приблизително струнно описание на КХД.

### Оператор на Лагранж
Динамиката на кварките и глуоните се контролира от оператора на Лагранж на квантовата хромодинамика. Калибровъчно инвариантният КХД оператор на Лагранж е
| {\displaystyle {\mathcal {L}}_{\mathrm {QCD} }={\bar {\psi }}_{i}\left(i(\gamma ^{\mu }D_{\mu })_{ij}-m\,\delta _{ij}\right)\psi _{j}-{\frac {1}{4}}G_{\mu \nu }^{a}G_{a}^{\mu \nu }} |
където {\displaystyle \psi _{i}(x)\,} е кварковото поле, динамична функция на пространство-времето, във фундаментално представяне на SU(3) калибровъчната група, индексирани с {\displaystyle i,\,j,\,\ldots }; {\displaystyle {\mathcal {A}}_{\mu }^{a}(x)\,} са глуонните полета, също динамични функции на пространство-времето, в присъединително представяне на SU(3) калибровъчната група, индексирани с a, b,... γμ са гама матрици, свързващи спинорното представяне с векторното представяне на Лоренцовата група.
Символът {\displaystyle G_{\mu \nu }^{a}\,} представлява калибровъчно инвариантният тензор на силата на глуонното поле, аналогичен с тензора на електромагнитното поле, Fμν, в квантовата електродинамика. Представя се така:
{\displaystyle G_{\mu \nu }^{a}=\partial _{\mu }{\mathcal {A}}_{\nu }^{a}-\partial _{\nu }{\mathcal {A}}_{\mu }^{a}+gf^{abc}{\mathcal {A}}_{\mu }^{b}{\mathcal {A}}_{\nu }^{c}\,,}
където fabc са структурните константи на SU(3).
Променливите m и g съответстват на кварковата маса и сдвояването на теорията, съответно, които са обект на ренормализация.

### Полета
Кварките са масови спин-12 фермиони, които са преносители на цветен заряд, чието калиброване е съдържанието на КХД. Кварките са представени от фермионно поле във фундаментално представяне 3 от калибровъчната група SU(3). Те също така пренасят електричен заряд (или −13, или +23) и участват в слабото ядрено взаимодействие като част от двойки със слаб изоспин. Те пренасям глобални квантови числа, сред които барионно число, което е 13 за всеки кварк, хиперзаряд и едно от ароматните числа.
Глуоните са спин-1 бозони, които пренасят цветен заряд, тъй като лежат в присъединителното представяне 8 на SU(3). Те нямат електричен заряд, не участват в слабото ядрено взаимодействие и нямат аромат. Те лежат в синглетно състояние 1 от всички тези симетрични групи.
Всеки кварк има свой собствен антикварк. Зарядът на всеки антикварк е точно обратният на съответстващия кварк.

### Динамика
Според правилата на квантовата теория на полето и свързаните диаграми на Файнман, горната теория води до три основни взаимодействия: кварк може да излъчи (или приеме) глуон, глуон може да излъчи (или приеме) глуон и два глуона могат пряко да взаимодействат. Това е в контраст с КЕД, при която само първият тип взаимодействие се случва, тъй като фотоните нямат заряд.

### Закони за площта и конфайнмънт
Детайлни изчисления с горепосочения оператор на Лагранж показват, че ефективният потенциал между кварк и неговия антикварк в мезон съдържа граница, която нараства пропорционално с разстоянието между кварка и антикварка ({\displaystyle \propto r}), която представлява вид „скованост“ на взаимодействието между частицата и нейната античастици при големи разстояния, подобно на ентропичната еластичност на гумена лента. Това води до конфайнмънт на кварките във вътрешността на адроните, т.е. мезони и нуклеони с обичайни радиуси Rc. Порядъкът на големината на радиуса е 1 fm (= 10−15 m). Освен това, горепосочената „скованост“ е количествено свързана с така наречения „закон за площта“.